# Orthomorpha avia
Orthomorpha avia är en mångfotingart som beskrevs av Karl Wilhelm Verhoeff 1937. Orthomorpha avia ingår i släktet Orthomorpha och familjen orangeridubbelfotingar. Inga underarter finns listade i Catalogue of Life.